# Соболєв Дмитро Миколайович
 Дмитро́ Микола́йович Со́болєв (1872, с. Хрінелі Костромської губернії — 1949) — геолог і палеонтолог, доктор геолого-мінералогічних наук (1934), заслужений діяч науки і техніки УСРР (1935).
Закінчив Костромську духовну семінарію та Варшавський університет з золотою медаллю та ступенем кандидата природознавчих наук (1899). Працював асистентом кафедри геології Варшавського політехнічного інституту. Захистив дисертацію в Московському університеті, здобув магістерський ступінь з мінералогії та геогнозії (1911). Обраний на посаду завідувача кафедри геології Харківського університету (1914) (з 1922 — науково-дослідна кафедра геології, а з 1935 — Науково-дослідний інститут геології).
Праці Соболєва стосуються питань стратиграфії, тектоніки, геоморфології, регіональної геології, прикладної геології та ін.; серед них з тектоніки і геоморфології Українського кристалічного масиву, Донецького кряжа, Донецького басейну, з стратиграфії девону, про льодовикові формації України та ін. Значний доробок у дослідження викопних головоногих.